# Agustín Goovaerts
Augustin Goovaerts, né à Schaerbeek en 1885 et mort le 15 août 1939 à Bruxelles, est un architecte et ingénieur belge. Il a réalisé plusieurs ouvrages et développé plusieurs projets importants en Colombie. Certains de ses travaux ont été déclarés Monument National par le gouvernement colombien. Il est décédé à Bruxelles, à l'âge de 54 ans, des suites d'une leucémie typhoïde.

## Biographie
Augustin Goovaerts était le fils de Céline Van Engelen et d'Alphonse Goovaerts (1847-1922). Son père était un intellectuel connu dans la sphère académique européenne, bibliothécaire d'Anvers et plus tard le plus grand archiviste du royaume de Belgique. Sa mère était polyglotte, musicienne, peintre et historienne en généalogie.
Très jeune Augustin Goovaerts commença des études de dessin à l'Académie des Beaux-Arts de Bruxelles.  Ensuite il fit des études d'architecture et d’ingénierie à l'Université de Louvain.
Les exercices pratiques obligatoires des élèves des universités belges facilitèrent sa mise en contact direct avec les travaux de Victor Horta au cours de la transformation de l'ancienne abbaye de la Cambre. Augustin Goovaerts fit également la connaissance du néerlandais Hendrik Berlage. Il réalisa des travaux architecturaux à Etterbeek, notamment la maison pour la famille Goovaerts (terminée en 1907), les résidences pour les familles Desmet-Sillis et Dervaux-Berleur (1882-1934).  
Augustin Goovaerts travailla un temps pour le bureau de l'architecte Edmond Serneels, où il eut la responsabilité de la construction de l'église Saint-Antoine à Etterbeek (terminée en 1910).  L'influence d'Edmond Serneels fut grande sur le travail architectural d'Augustin Goovaerts.
Il fut soldat volontaire au début de la Première Guerre mondiale. En 1914, à la suite d'une blessure au combat, il fut renvoyé du front.  Cependant, il resta militairement actif en organisant le réseau d'enseignement bilingue à Calais, au quartier militaire belge à la frontière française, créé afin d'accueillir les réfugiés flamands. 
En 1916, Augustin Goovaerts se maria avec Jeanne Marie Desmet (née à Namur en 1889 et décédée à Etterbeek en 1985). Ils aimaient tous les deux le tennis et la natation qu'ils pratiquaient en compétition. 
Jusqu'en 1918, Augustin Goovaerts était professeur de dessin à l'institut militaire de rééducation professionnelle. 
Durant le service militaire d'Augustin, ils eurent deux enfants  : Jean (né à Vernon) et Godefroid (né à Bizy, ancienne commune de Vernon).
Ensemble ils eurent six enfants, dont trois sont nés à Medellín en Colombie.  
Son épouse devint son assistante dans son cabinet d'architecture.  En 1919, un an après la fin de la Première Guerre mondiale, l'environnement économique étant défavorable, Augustin Goovaerts a dû quitter la Belgique. Il fut contacté par le Ministère de l'Intérieur d'Antioquia, en Colombie, afin d'occuper le poste d'ingénieur-architecte du département d'Antioquia. Le 10 mars 1920, Augustin Goovaerts s'installa à Medellín, chef lieu d'Antioquia.
À cette époque Medellín était une petite ville de 100 000 habitants qui commençait à être industrialisée. Medellín était la capitale d'un département qui venait de terminer son réseau de chemin de fer, son équipement en énergie électrique était récent et n'avait que quelques architectes en exercice. 
Augustin Goovaerts reçut des contrats pour la construction de plusieurs édifices gouvernementaux. Il fit la connaissance de l'architecte Felix Mejía, ensemble ils réalisèrent plusieurs monuments.
Il reçut également des contrats pour la construction de résidences, d'hôtels et de théâtres.  En outre il participa à la rénovation intérieure ou extérieure de plusieurs édifices religieux. Certaines réalisations furent déclarées Monument National.
En 1928, il retourna en Belgique avec sa famille et s'installa rue Beckers à Etterbeek

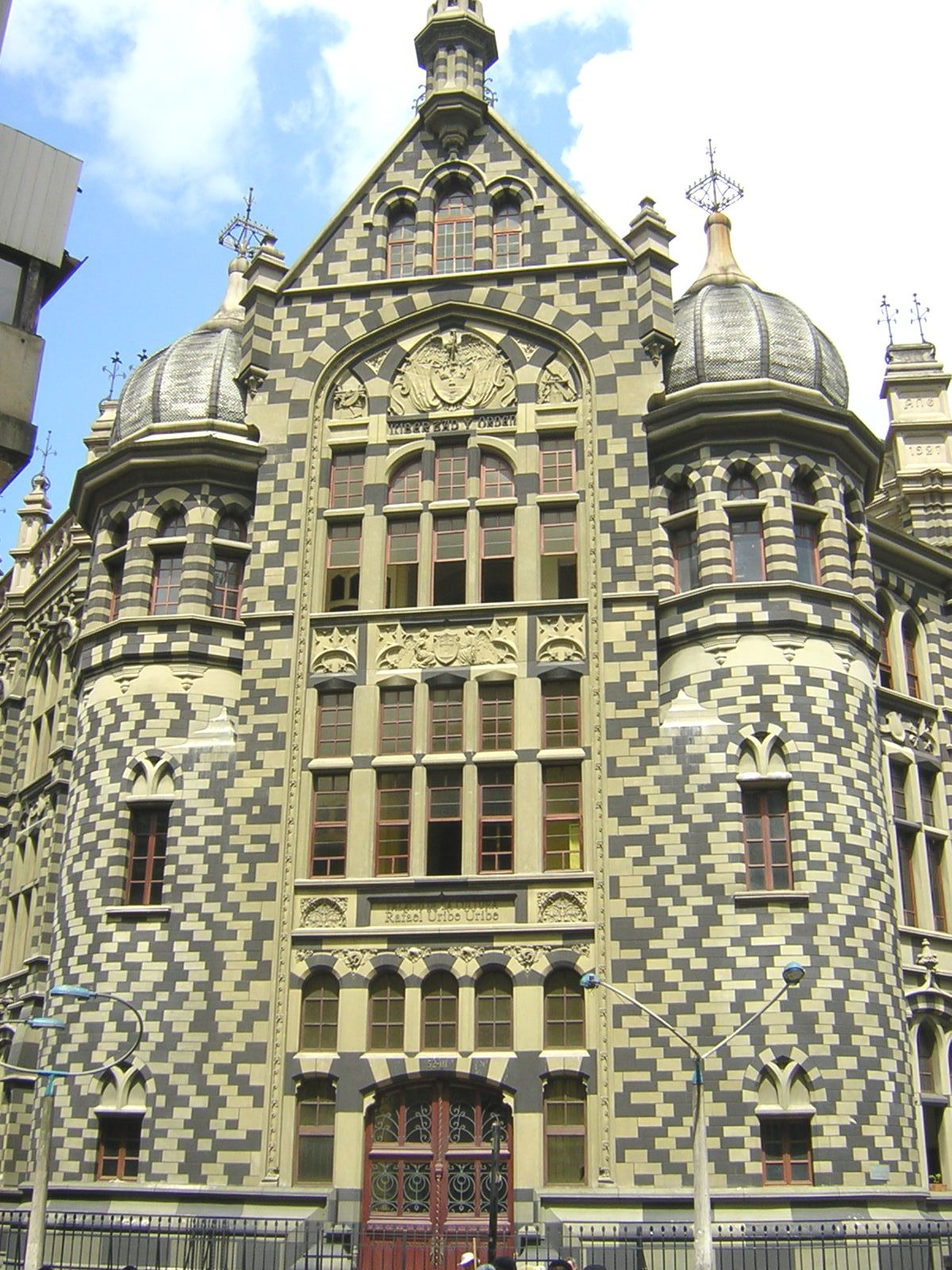
Palais du Gouverneur d'Antioquia

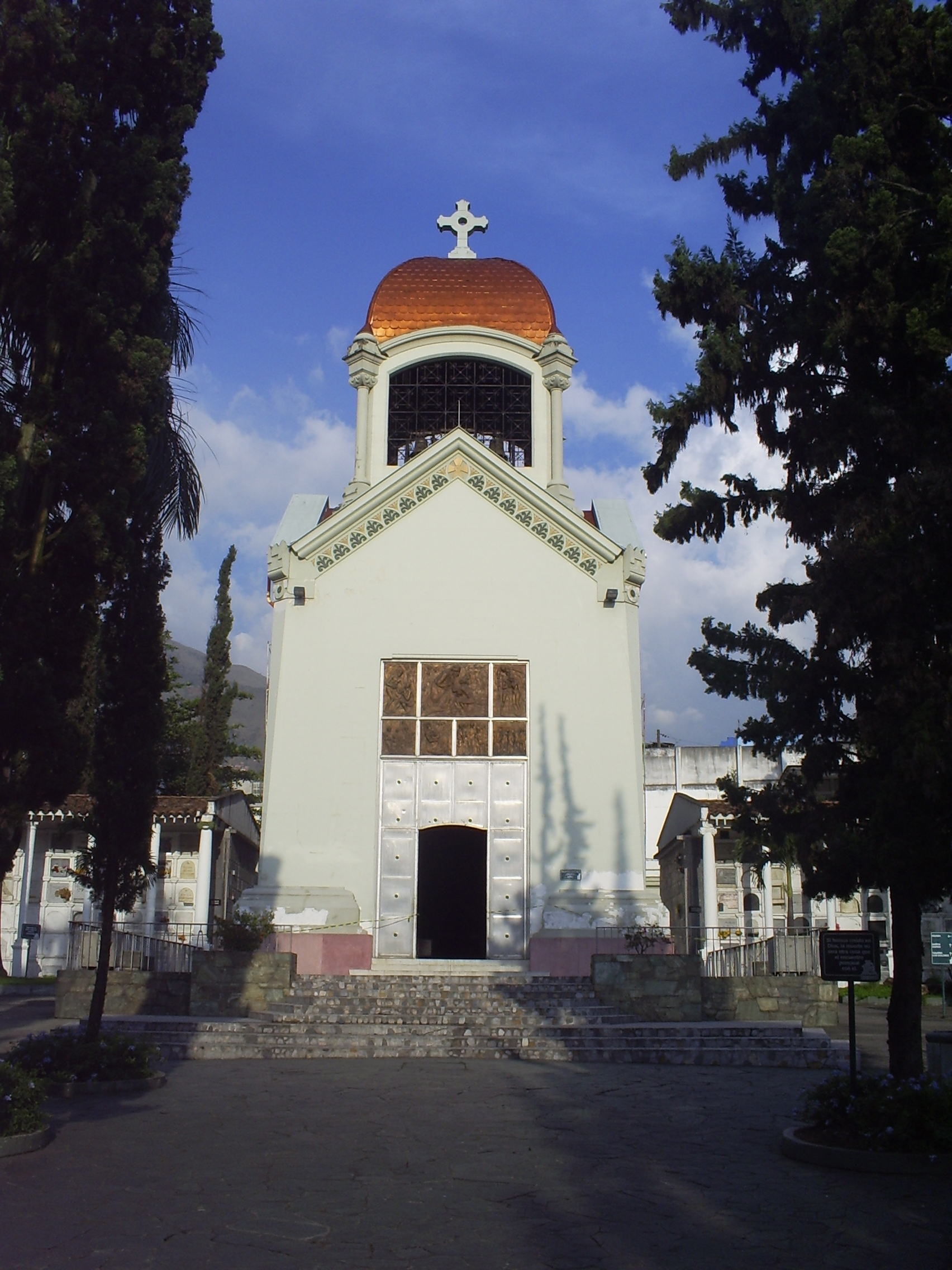
Chapelle du Musée du Cimetière de San Pedro

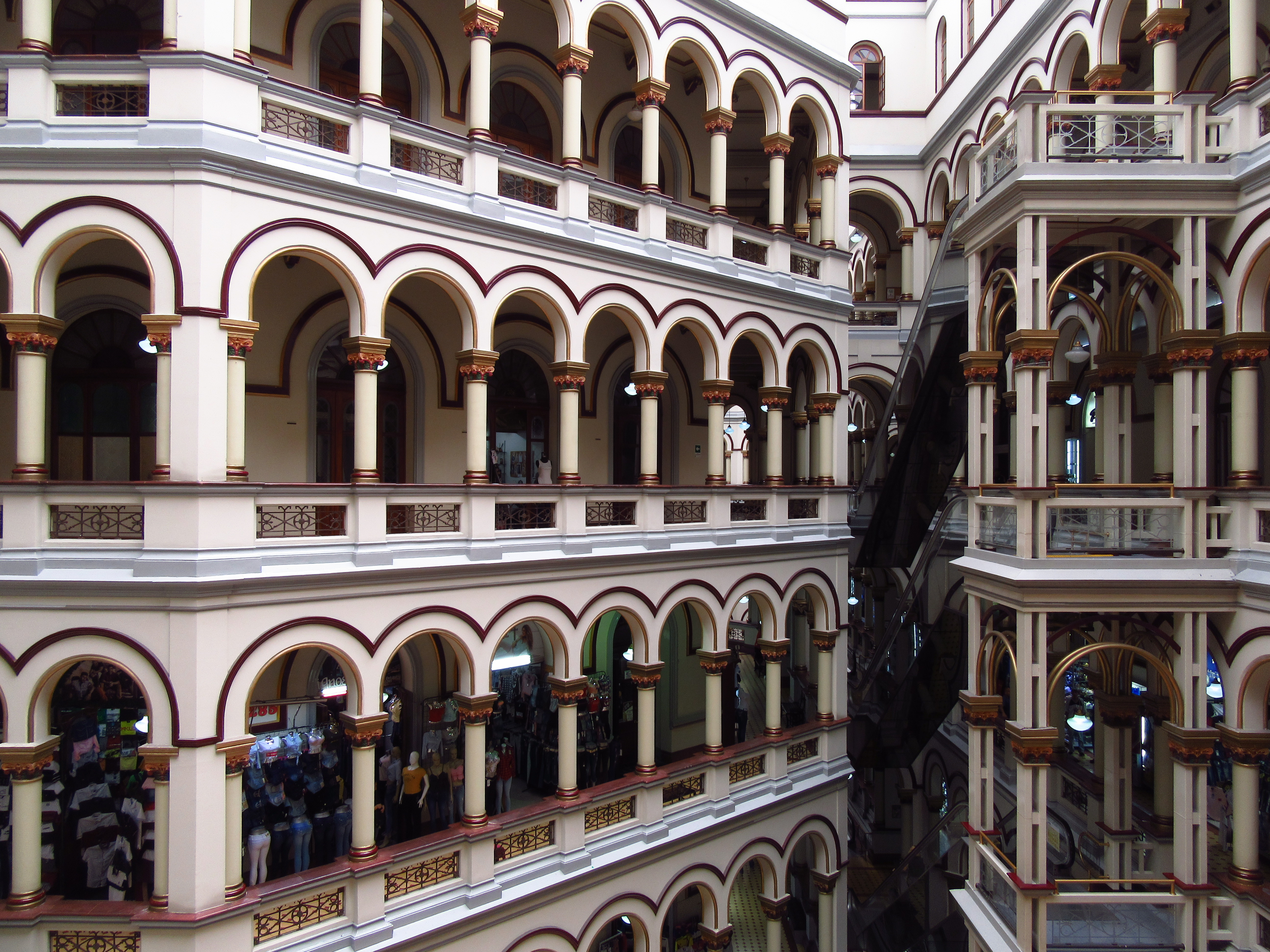
Palacio nacional de Medellín

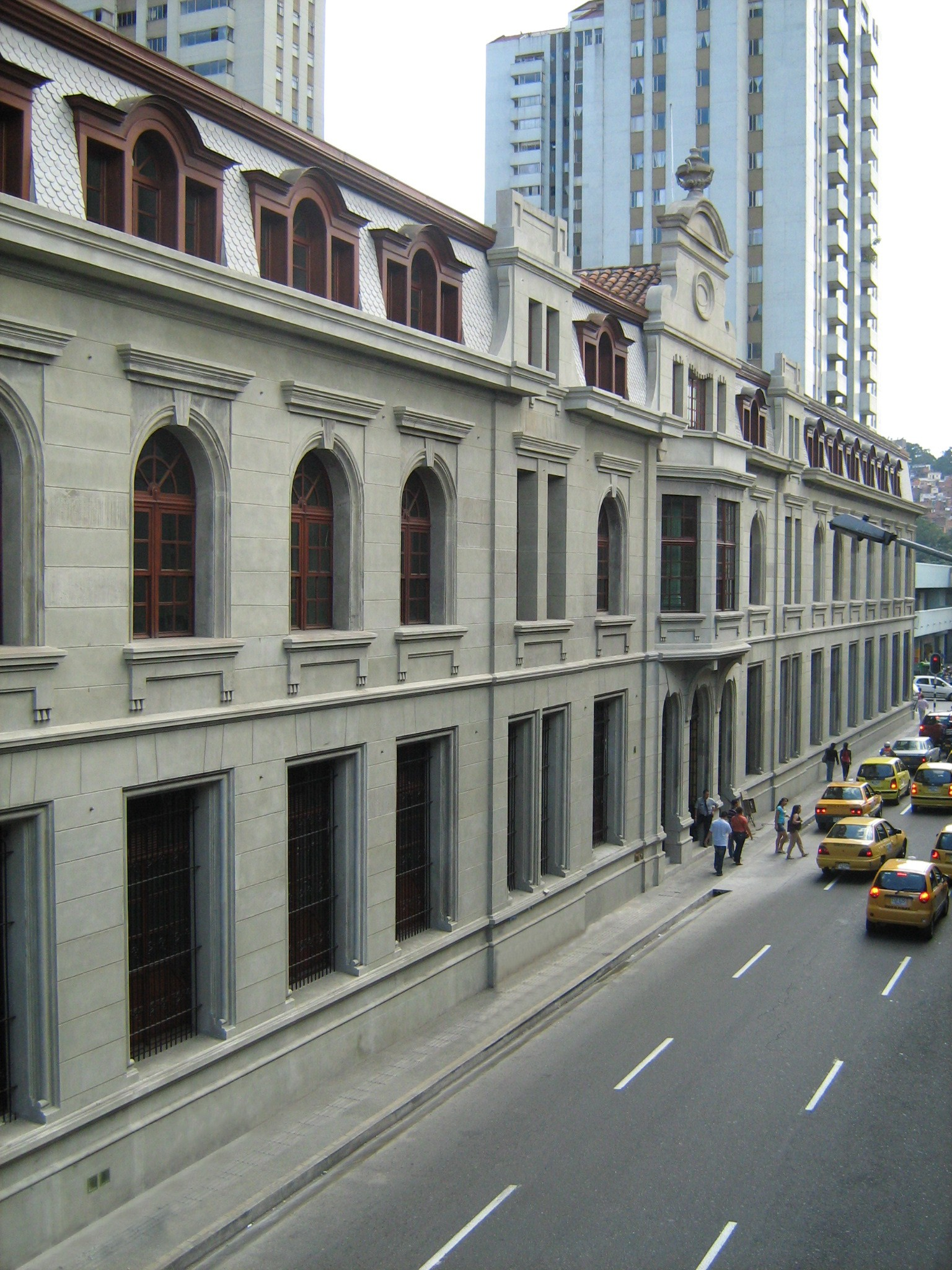
Ancienne école de Derecho

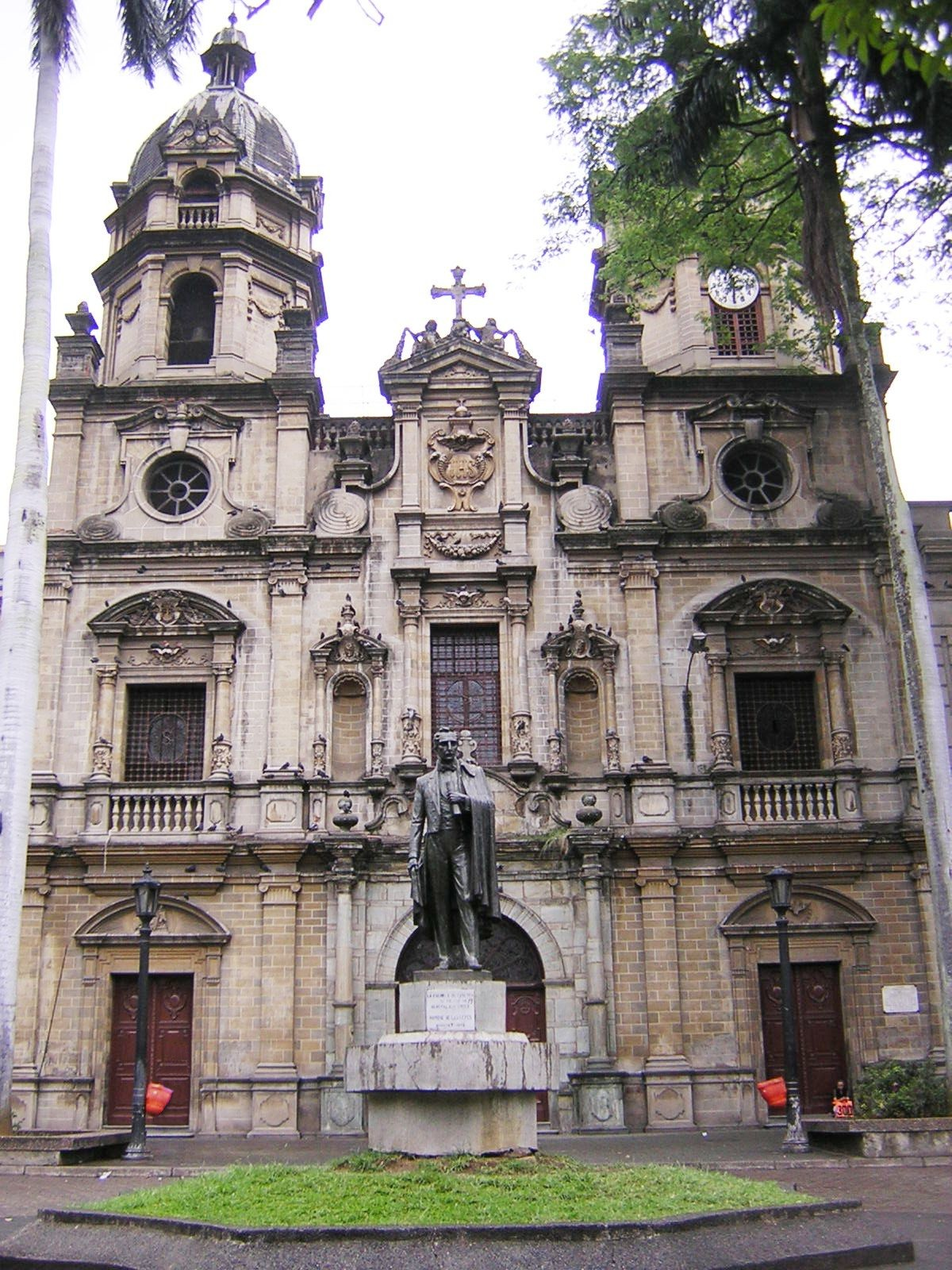
Façade de l'église de San Ignacio (Medellín)

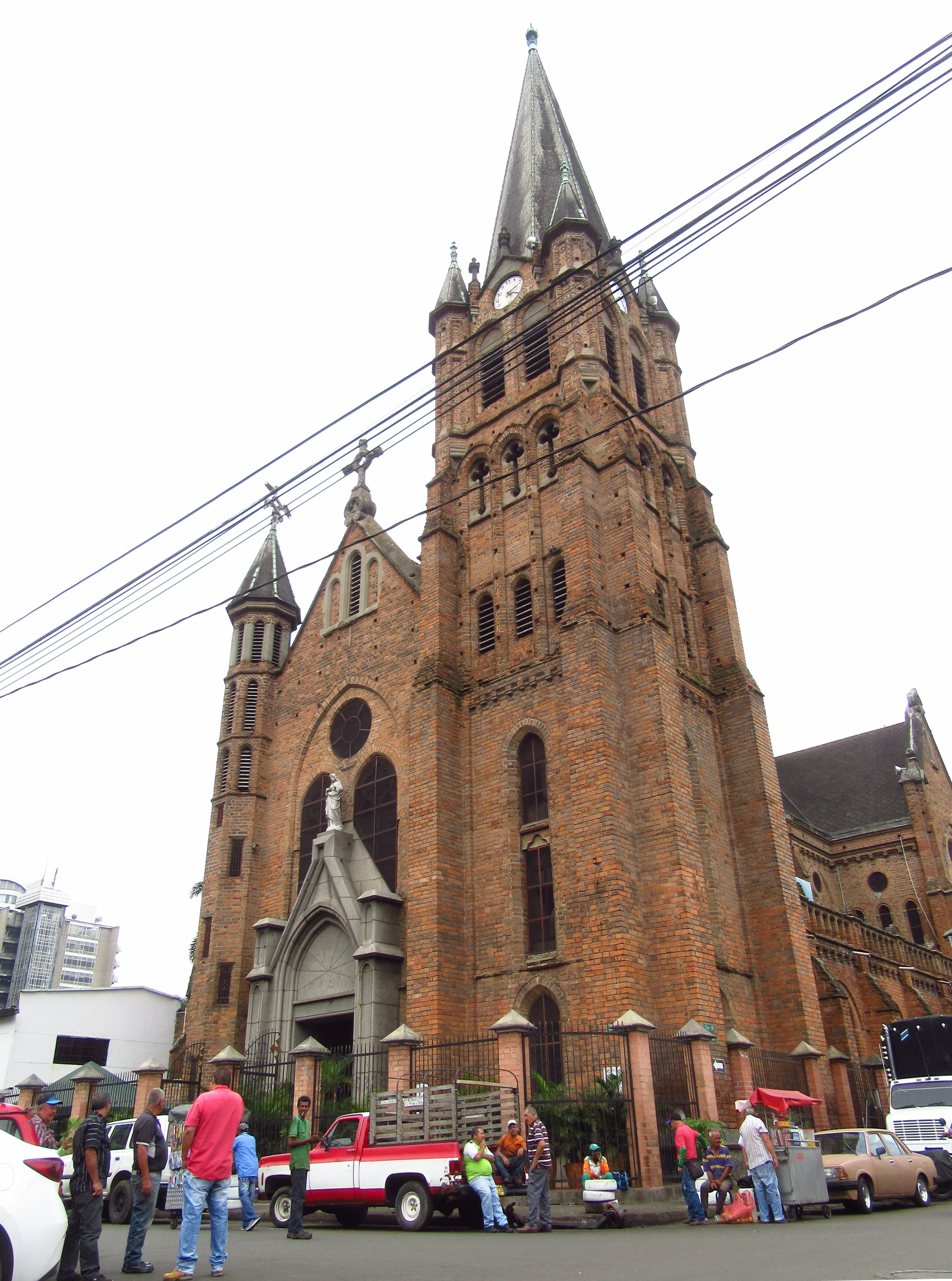
Église du Sacré-Cœur de Jésus (Medellín)

## Liste de quelques réalisations
- l'église Saint-Antoine, Bruxelles, (1910)
- rue Beckers 13, Etterbeek (1910 - sa propre maison)
- Boulevard Lambermont, n°141, Schaerbeek, Bruxelles.
- palais de l'Intérieur d'Antioquia (1920-1924)
- Palacio Nacional Medellin (construit de 1925 à 1933) (converti actuellement en centre commercial)
- la maison Calpe, à l'époque résidence du maire de Medellin
- transformation de la façade de la cathédrale  Concatedral de San Nicolás el Magno (1926) avec l'architecte colombien Tomás Uribe
- l'église Sagrado Corazón de Jesús, (le Sacré-Cœur de Jésus), district de Guayaquil, déclaré Monument national
- la maison Ismael Correa, Medellin
- l'église Nuestra Señora de los Dolores (Notre-Dame des Douleurs),
- transformation de l'église San Ignacio,
- l'église Iglesia de Don Matías, Antioquia
- le palacio Rafael Uribe, Palais de la Culture, appelé également palacio Calibio à Medellin (achevé en 1940) 6° 15′ 06″ N, 75° 34′ 05″ O
- bâtiment de l'université d'Antioquia, 1920
- école de Santa Marta, Medellín
- un pavillon de l'hôpital Saint Vincent de Paul à Medellin
- hôtel de Abejorral, Abejorral (Colombie)
- hôtel de Peñol, Peñol, Colombia.
- maison de Rafael Piedrahíta, Medellín
- maison de Lucrecio Vélez, Medellín.
- kiosque de la place de Berrío, Medellín
- maison de Vernal Joaquin,  Medellín.
- maison de Santiago Londoño, Medellín
- refuge et école des Frères de la Présentation, Medellín
- la coupole et la transformation de l'intérieur de l'église d'Abejorral, Abejorral, Colombie.
- chapelle de l'hôpital d'Abejorral.
- chapelle de Notre-Dame de Mercedes, Sonsón, Colombie.
- église des Carme, Sonsón.
- église de Jésus de Nazareth, Sonsón.
- église et façade du cimetière de Sonsón.
- parc principal de Sonsón (précédemment par du Ruiz), Sonsón.
- pont de Taking, Santa Elena, Medellín.
- prison de Slope, Medellín, 1921
- piédestal du monument du libérateur Simon Bolivar, Medellín, 1924.
- façade du cimetière d'Envigado.
- école, Envigado
- maison de la famille Villa, Medellín
- monument pour la famille Villa, au cimetière de San Pedro, Medellín
- chapelle, Yarumal (1928)
- école, Yarumal
- maison communautaire, Pacora
- église, Cartagena (Colombie)
- église paroissiale, Montebello, Colombie.
- Institut pédagogique de Bogota (donnée à Pablo de la Cruzà
- monument à Ospina Thulium, au cimetière de San Pedro, Medellín.
- monument à Uribe dans le parc de Valparaiso
- banque de Londres et des Amériques, dans le parc de Berrío, Medellín.
- piscine pour les frères Chrétiens, Medellín.
- piscine publique, Medellín
- groupe de maisons pour la Société de Saint-Vincent de Paul, Medellín
- maison d'Isaac Restrepo, Medellín.
- maison du patronage des travailleurs, Medellín.
- maison de Luis Restrepo, Manizales.
- piédestal de la Vierge, à Abejorral.
- église de Tierradentro, 1925, . Mont Olympus Morals, Riosucio, Colombie
- maison de Jésus Arrióla, à Girardot, Medellín, 1925.
- palais épiscopal de Santa Rosa de Osos
- église Don Matías, Colombie (avec l'architecte Uribe Takings)